# Ставрополь (станция)
Ста́врополь — действующая железнодорожная станция и железнодорожный вокзал города Ставрополя, до 1947 года один из двух вокзалов города. Является тупиковой станцией Минераловодского региона Северо-Кавказской железной дороги. Расположена в Октябрьском районе города Ставрополя по адресу: Вокзальная улица, 17. Обслуживает поезда на Москву и Адлер.

## История

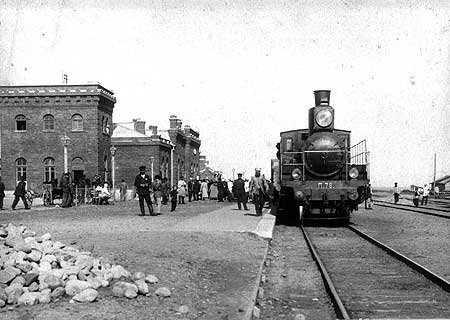
Паровоз на старом вокзале Ставрополь в 1897 году

1 января 1897 года к перрону ещё совсем новенького ставропольского вокзала впервые прибыл первый железнодорожный состав, который встречало чуть ли не всё население губернского центра.
Это были годы «российского железнодорожного чуда», когда на смену вековым гужевым трактам приходили рельсовые пути. То было время, когда Россию охватила «железнодорожная лихорадка». В 1860-х годах рельсы пошли от Петербурга и Москвы на юг и стали приближаться к главным воротам на Кавказе — городу Ростов-на-Дону. Оттуда они должны были следовать через всё предкавказье к Владикавказу.
Ещё в 1869 году наместник Кавказа Великий князь Михаил Николаевич предоставил императору Александру II записку с соображениями о необходимости скорейшего соединения Кавказа железнодорожной линией с общей сетью империи в направлении Ростов-на-Дону — Владикавказ. И после того как, последовало Высочайшее повеление — «включить линию от Ростова до Владикавказа в сеть главнейших железных дорог и обеспечить исполнение этих дорог перед другими и начать строительство не позже 1872 г.», Министерство путей сообщения, во главе с министром А. П. Бобринским, стало рассматривать варианты прохождения этой дороги.
Город Ставрополь бурлил слухами и догадками. Это скорый и дешёвый путь вывоза на центральные рынки страны и даже за границу зерна, скота и всего, чем богата была земля Ставрополья. Из России в любое время и бесперебойно стали бы поступать промышленные изделия — мануфактура, железоскобяные изделия, уголь, лес, металл. Да и поездки людей, а не в фаэтонах и дилижансах по всегда разбитым ставропольским дорогам, пыльным в сушь и непролазно грязным в непогоду, совершенно изменили бы транспортные условия.
После рассмотрения ряда кандидатур министр путей сообщения предложил выдать концессию на строительство инженеру, коллежскому асессору барону Рудольфу Васильевичу Штейнгелю. Штейнгель, взявший концессию на строительство дороги и обещавший через три года сдать её в эксплуатацию, выпустил пятисотрублёвые акции, тут же раскупленные биржевыми воротилами и промышленными магнатами. Из акционеров и возникло «Общество Владикавказской железной дороги», строительство которой оценивалось в 27 миллионов 222 тысячи рублей. Кроме того, за границей планировалось купить 80 самых современных паровозов и 1500 двухосных пассажирских и товарных вагонов.
Министром были представлены в Комитет железных дорог, на выбор, четыре направления:
1. через Богословскую (15 верст севернее Невинномысска) на Железноводск — Пятигорск — Моздок с веткой на Владикавказ (731 верста)
2. через Невинномысскую, долинами Кубани, Березки, Курсавки, Кумы, Малки, Терека (651 верста), оставляя Пятигорск в 23 верстах южнее
3. через Ставрополь (639 верст)
4. дорога на Владикавказ (южнее Ставрополя на 15 верст).

Министром путей сообщения отдавалось предпочтение второму варианту, как проходящему по более ровной местности и обладающему в долинах рек богатой чернозёмной почвою со всеми задатками будущего экономического развития.
То, что дорога пройдёт мимо губернского Ставрополя, не просто взволновало, а буквально ошеломило всех: от губернатора до последнего лавочника. «Наше городское управление было вполне уверено, что иного пути, не на Ставрополь — и быть не может, ибо уже 100 лет, как сообщение между двумя этими пунктами (Ростов и Владикавказ) производилось через Ставрополь, и вблизи его нет ни одного порядочного центра торговли и промышленности, куда бы мог уклониться предполагаемый путь» — писалось в то время в городе.
Между тем невиданная ещё на Кавказе по своим масштабам стройка началась. Тысячи иногородних мастеровых, в надежде на заработок, потянулись сюда из всех уголков Ставропольской губернии, Кубани и Терека. Здесь сколачивались бригады, от зари до зари возводившие насыпи, мосты, водотоки, станционные сооружения.
И наконец 2 июля 1875 года от Ростова отошёл украшенный гирляндами цветов и российским знамёнами первый железнодорожный состав. На каждой станции его встречали хлебом-солью, музыкой военных команд.
На Ставрополь от станции Невинномысской была дорога, но находилась она в неважном состоянии, а при проведении железной дороги она стала самой главной, как самой короткой к «чугунке». В 1888 началось строительство новой дороги под руководством инженера М. Кундухова. Строительство шоссе закончилось в 1894.
С того времени губернский центр стал добиваться устройства железнодорожного ответвления от Ростово-Владикавказской дороги. Так, в отчёте за 1881 год ставропольский губернатор докладывал в Петербург: «Торгово-промышленная деятельность в Ставрополе всё более и более ослабевает». В 1881 ставропольские купцы предоставили Министерству финансов и Министерству путей сообщения докладную записку о необходимости провести в Ставрополь железную дорогу. К докладной записке прилагался и проект ответвления от Ростово-Владикавказской железной дороги на Ставрополь, протяжённостью в 80 вёрст. По этому проекту, составленному губернским инженером Ф. Кнорре и архитектором Г. Прокопцом, новая ветка должна была начинаться от Николаевского поста у Армавира и через северо-западный склон горы Недреманной выйти к Татарке, а затем к Ставрополю.
Государственный Совет при обсуждении этого вопроса принял решение: «В настоящее время Ставрополь не имеет более ни политического, ни экономического значения, а потому затраты в 3 с лишним миллиона рублей на строительство ветки не оправдываются значением города».
В 1889 году инженером В. Воробьёвым и французской строительной фирмой были проведены новые изыскания, на этот раз от станции Кавказской, протяжённостью в 130 вёрст. Выбор трассы был выбран ровной местности и меньшим объёмом затрат на строительство. При этом большая часть дороги проходила по Кубанской области. И вот наконец спустя без малого двадцать лет надежды горожан на «чугунку» стали реальными. За подписью государственного секретаря Муравьёва пришло повеление царя: «Разрешить сооружение железнодорожной ветки от станции Кавказской Владикавказской железной дороги до города Ставрополя-Кавказского». Министерство финансов и Министерство путей сообщения с согласия императора Александра III, выделили 10 миллионов рублей серебром для строительства ветки. Общество Владикавказской железной дороги, понимая, что потеряет значительное число клиентов, а с ними и доходы, потребовало от города своеобразную контрибуцию — выплатить в течение 24 лет 750 тысяч рублей. Дело рассматривалось в Петербургском суде и решилось в пользу Ставрополя, отказавшегося выплачивать деньги.
Инженеры новой железнодорожной ветки были Алибегов и Быховский. 10 мая 1895 году новая ветка была открыта. Правда, она доходила лишь до станции Михайловской (Палагиада), а далее, на Ставрополь курсировали линейки и дилижансы.
Нешуточные дискуссии разгорелись в Ставрополе: завершалось строительство долгожданной железнодорожной ветви от станции Кавказской, а горожане и правление Владикавказской железной дороги никак не могли прийти к единому мнению, где же возвести здание вокзала. Жители города считали, что всем будет спокойнее, если поезда будут проходить подальше от центра губернской столицы, поэтому предлагали вокзал поставить в верхней, ещё необжитой пригородной зоне, у Холодного родника. Но умудренное опытом руководство железнодорожного общества настаивало на нижней части города, где с момента основания крепости традиционно проводились ярмарки и никогда не прекращалась торговая деятельность, у Ярмарочной площади, ближе к центру, несмотря на более затратный вариант, сооружение сложных инженерных сооружений по долине реки Ташлы. Наконец, в марте 1894 года в местной газете опубликовали окончательное решение: «Спор из-за выбора места для вокзала, обострившийся между представителями Холодного родника и Ярмарочной площади до степени чуть не площадной брани, разрешился в пользу благоразумного меньшинства, стоящего за Ярмарочную площадь, как наиболее целесообразного места для вокзала».
Прошло ещё два года и в первый день нового 1897 года «чугунка» наконец подошла к Ставрополю. Первый железнодорожный состав привёл паровоз серии «ОВ». С этого момента жизнь на огромном пустыре (ныне район цирка) стала бить ключом. Крестьяне со всей губернии привозили сюда на подводах зерно и пригоняли скот на продажу, здесь были построены ссыпные ямы и мукомольные мельницы, скотобойни и склады, хранилища для угля и чугунно-литейный завод («Красный металлист»). На станции было устроено здание депо с поворотным кругом, строения багажного отделения, водокачка, пакгаузы, мастерские. Вдоль железнодорожного полотна выросли жилые дома и служебные постройки, положившие начало Привокзальной улице.
Центром всего пристанционного торгово-агропромышленного комплекса стал вокзал. Строили его при участии ставропольских архитекторов Михаилом Иосифовичем Бржезицкого и Семёном Дмитриевичем Лазаревым. Элементы декора вокзала перекликались с внешним видом находящейся недалеко Триумфальной арки. Оба сооружения символизировали собой врата города, подчёркивая значимость города, как некогда военного центра Северного Кавказа. Это было длинное здание из красного кирпича, с возвышающимися двухэтажными зубчатыми башнями, и отчасти напоминало средневековый рыцарский замок, как бы охраняющий въезд в Град Креста. «Вокзал был устроен так, что на платформу нужно было проходить через зал 3-го класса. В зале лежал, толпился народ, около кассы стоял жандарм с завязанной щекой; в противоположно — открытые окна тянуло сквозняком. Тут же на десятичных весах, передвигая гирьку, вешали багаж и через оцинкованный прилавок перебрасывали хрустящие корзины, перевязанные веревками, и угловатые сундуки…
Асфальт платформы был смешан с голышниками; солнце выделяло их на чёрном фоне, и они блестели, как лакированные. Между рельс стояли черные масляные лужицы; невдалеке тянулись низкие пакгаузы с меловыми надписями на дверях». Таким предстает ставропольский вокзал в повести Ильи Сургучева «Губернатор». Писатель часто бывал Москве и Петербурге, где печатались его произведения, и в театрах с успехом шли постановки по его пьесам. Добирался известный драматург до столиц поездом. Он был поклонником этого самого скоростного по тем временам вида транспорта и даже возглавил в 1910 году железнодорожную комиссию, которая отстаивала идею строительства новой линии Армавир — Ставрополь — Петровское (Светлоград). Вот его впечатления от прибытия поезда на наш вокзал: «Раздался свисток… Скоро послышалось тяжелое, отрывистое, утомленное дыхание. С остервенением, как очень голодный зверь к мясу, вылетел из-за поворота паровоз, мелькнули цветные вагоны, ещё слитые в одну полосу; что-то зашипело, обдало всех белым теплым паром; перед глазами уже тихо проплывали, разделившись, синие, желтые и зеленые пятна». Очевидно, цвет вагона определял его класс: более состоятельные пассажиры путешествовали в вагонах первого и второго классов, а народ попроще, соответственно, — третьего. Поехать можно было как в плацкартном, так и в специальном спальном вагоне, как говориться, по деньгам. Внутри пассажирский вагон был разделен на отделения (купе), на дверцах отделений полагалось устанавливать трафареты с указателем «1 кл.» и «2 кл.». В отделениях первого класса продавались места только на нижних полках. Кстати, незнакомых мужчин и женщин в одно отделение не размещали, правда, при нехватке мест это правило нарушалось. В сохранившемся в музее «Расписании пассажирских поездов Владикавказской железной дороги» за 1912 год в разделе «Дамские отделения в спальных вагонах» говорится: «Если в вагоне имеется свободное отделение, которое пожелает занять пассажирка, то отделение это с помещением туда дамы обращается в дамское. Дамское отделение считается таковым, пока в нём находится хотя бы одна дама». В поездах уже в то время было электрическое освещение и постельное белье.
Билеты можно было купить предварительно — за 45 дней. В начале XX века из Ставрополя были прямые рейсы в Ростов-на-Дону и в Екатеринодар. До Кавказской из Ставрополя поезд шёл пять часов. В качестве локомотива использовался пятиосный паровоз-«компаунд» (с системой двойного расширения пара), разработанный по американскому образцу специально для Владикавказской железной дороги и предназначавшийся для тяжелых пассажирско-курьерских поездов при продвижении по дороге со многими подъёмами и крутыми поворотами.
Почти полвека вокзал Ставрополя исправно выполнял свои функции, встречая и провожая пассажирские, товарные, курьерские и почтовые поезда. Прочное здание простояло бы ещё не один десяток лет, но было разрушено гитлеровцами в период временной оккупации.
Сразу же после освобождения Ставрополя, уже в начале 1943 года городские власти приняли решение восстановить здание вокзала. Буквально через четыре года на месте руин выросло новое строение, возведенное по проекту московского архитектора Николая Дмитриевича Чекмотаева. Стены вокзала украсила оригинальная лепнина, в том числе и на железнодорожную тематику с изображением паровозов. Пассажиры опять приобретали билеты в кассах, до прихода своего поезда коротали время в просторном зале ожидания, где был буфет, или отдыхали в популярном ресторане «Юг»
В 2008 году в принятой Министерством транспорта Российской Федерации «Стратегии развития железнодорожного транспорта в РФ до 2030 года» и утверждённой Распоряжением Правительства РФ от 17 июня 2008 года № 877-р в целях оптимизации транспортной связи города Ставрополя с курортной зоной города Минеральные Воды было предусмотрено строительство железнодорожной линии Ставрополь — Невинномысск, отнесённой к категории социально значимых линий.

Маршрутная табличка прицепного вагона Ставрополь — С.Петербург на вокзале Ставрополя

## Сообщение по станции
По станции курсируют следующие поезда пригородного сообщения:
| Пригородное | Пригородное             | Пригородное | Пригородное             |
| № поезда    | Маршрут движения        | № поезда    | Маршрут движения        |
| ----------- | ----------------------- | ----------- | ----------------------- |
| 6939/6949   | Ставрополь — Кавказская | 6940/6942   | Кавказская — Ставрополь |
| 6941        | Ставрополь — Палагиада  | 6938        | Палагиада — Ставрополь  |

По станции курсируют следующие поезда дальнего следования:
| Круглогодичное обращение поездов | Круглогодичное обращение поездов | Круглогодичное обращение поездов | Круглогодичное обращение поездов |
| № поезда                         | Маршрут движения                 | № поезда                         | Маршрут движения                 |
| -------------------------------- | -------------------------------- | -------------------------------- | -------------------------------- |
| 77                               | Ставрополь — Москва              | 78                               | Москва — Ставрополь              |
| 601                              | Ставрополь — Адлер               | 602                              | Адлер — Ставрополь               |

## Адрес станции
- Россия, г. Ставрополь, Вокзальная ул., 17
- Справочная: 8 (8652) 28-08-40